# Geno Auriemma

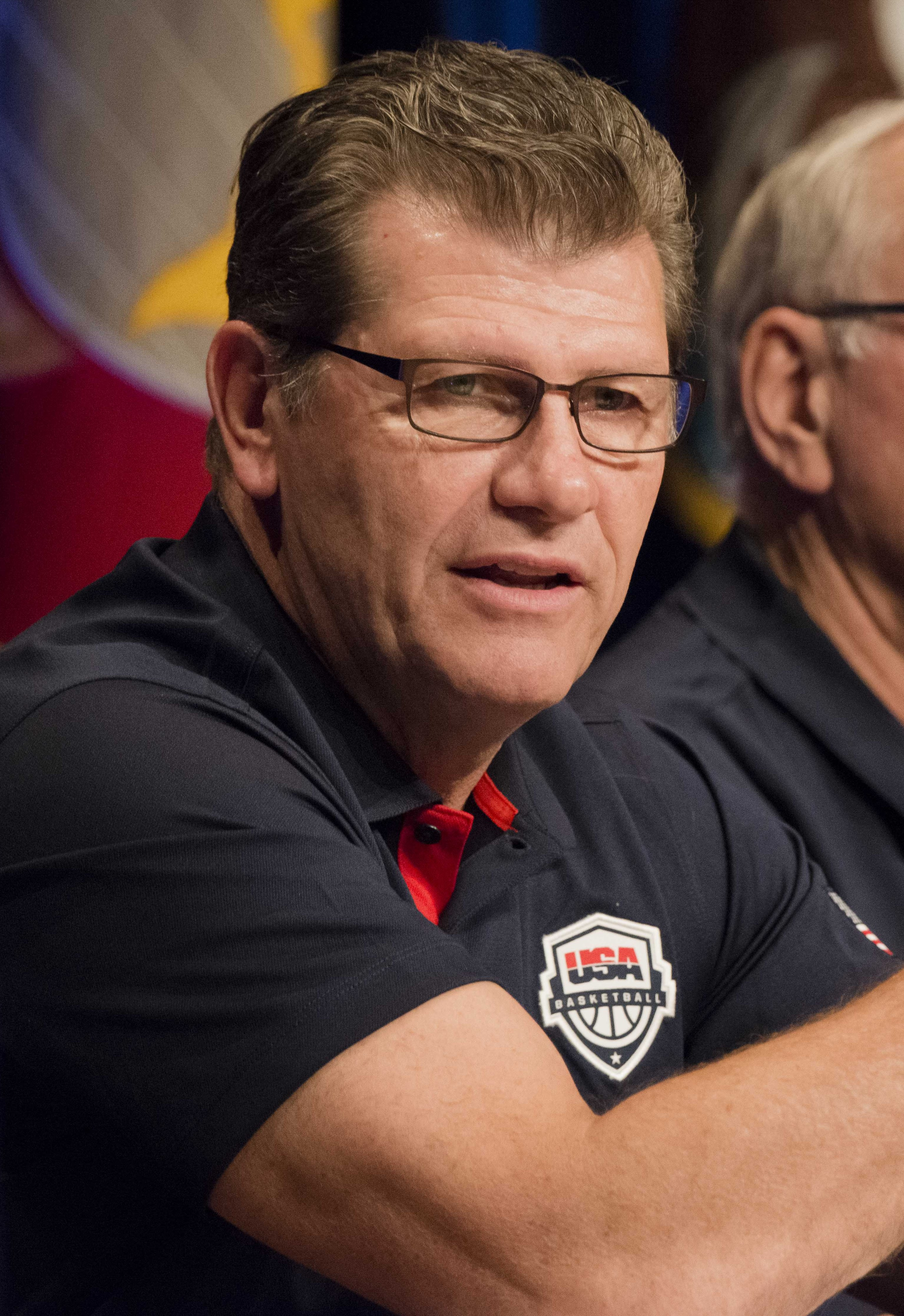
Geno Auriemma im Mai 2014

Luigi „Geno“ Auriemma (* 23. März 1954 in Montella, Italien) ist ein italienisch-amerikanischer Damen-Basketballtrainer der Huskies der University of Connecticut in der NCAA. Mit insgesamt zwölf NCAA Division I Basketball Championships ist er der erfolgreichste College-Coach in der Geschichte des Damen-Wettbewerbs. Seit 2009 ist er außerdem Cheftrainer der Damen-Basketballnationalmannschaft der Vereinigten Staaten. Auriemma wurde sowohl in die Naismith Memorial Basketball Hall of Fame als auch in die Women’s Basketball Hall of Fame aufgenommen.
Auriemma zog mit sieben Jahren von Italien in die Vereinigten Staaten. 1985 wurde er Coach der Connecticut Lady Huskies, die vor ihm kein bemerkenswertes Team gewesen waren. Doch mit Auriemmas Eintritt avancierte das Team zu einer der stärksten Mannschaften in der NCAA. Neben elf NCAA-Meisterschaften (1995, 2000, 2002–2004, 2009, 2010, 2013–2016) erreichten seine Teams 17 Mal die Final Four und gewannen regelmäßig die „Big East“-Regionalmeisterschaft. Zum Zeitpunkt seiner Aufnahme in die Women’s Basketball Hall of Fame konnte Auriemma auf die außergewöhnliche Siegquote von 83,5 Prozent in 21 Jahren als Cheftrainer der Lady Huskies verweisen. Seine Bilanz: 589 Siege bei 116 Niederlagen.
Zu Auriemmas bekanntesten Spielerinnen zählen die WNBA-Stars Diana Taurasi, Sue Bird, Rebecca Lobo, Swin Cash, Tina Charles, Maya Moore, Breanna Stewart, Napheesa Collier und Paige Bueckers.

## Privatleben
Auriemma hält den akademischen Grad Bachelor im Fach Politikwissenschaften. Er lebt mit seiner Frau Kathy und seinen drei Kindern Jenna, Alyssa und Michael in Manchester, Connecticut.